# Rheum hissaricum
Rheum hissaricum är en slideväxtart som beskrevs av A.S.Losina- Losinskaja. Rheum hissaricum ingår i släktet rabarbersläktet, och familjen slideväxter. Inga underarter finns listade i Catalogue of Life.